# أخرم (تشريح)
الأخرم (باللاتينية: Acromion) هو امتداد لشوكة لوح الكتف. يمتد الأخرم و الناتئ الغرابى معا جانبيا فوق المفصل الحقاني العضدي. يتمفصل مع الترقوة ليكوّنا المفصل الأخرمي الترقوي.

## البنيان
الأخرم يشكل قمة الكتف، وهو نتوء كبير، شكله مثلث إلى حد ما أو مستطيل، مفلطح من الخلف إلى الأمام، يبرز أوله وحشياُ، ثم يتقوس إلى الأمام وإلى الأعلى، ثم يتعلق مشرفا على التجويف الحقاني.

### الأسطح
السطح العلوي يتوجه لأعلى، وإلى الوراء، ونحو الجانب الوحشي، وهو محدب وخشن، ويتصل علي بعضه ألياف العضلة المثلثة (الدالية)، وفي بقية مداه يتغطي بنسيج تحت الجلد (بالإنجليزية: Subcutaneous tissue)‏. سطحه السفلي ناعم ومقعر.

### الحواف
الحافة الجانبية الوحشية سميكة وغير منتظمة، وهناك ثلاث أو أربع حديبات للمنشأ الوتري للعضلة المثلثة (الدالية). حافتها الوسطي الإنسية أقصر من الوحشية وهي مقعرة، ويتصل عليها جزء من العضلة شبه المنحرفة، وفي وسطهاتقريبا سطح بيضاوي صغير للتمفصل مع النهاية الأخرمية للترقوة.

### التباين
هناك ثلاثة أنواع متميزة من ناحية التشكّل (المورفولوجية) للأخرم، ووجود علاقة ارتباط متلازم بين هذه الأشكال وتمزق عضلة الكفة المدورة:
| النوع | الانتشار | زاوية الميل الوحشي | تمزق عضلة الكفة المدورة |
| ----- | -------- | ------------------ | ----------------------- |
| مفلطح | 17.1%    | 13.18              | 3.0%                    |
| مقوّس  | 42.9%    | 29.98              | 24.2%                   |
| خطاّفي | 39.3%    | 26.98              | 69.8%                   |

## في الحيوان
نتوء أخرم الخفافيش (من الثدييات) ممتد وطويل لا سيما بالمقارنة مع البشر.
السلاحف لها أخرم يُشكل الجزء الأمامي من الحزام الصدري ثلاثي التشعع (جنبا إلى جنب مع النتوء الغرابي ولوح الكتف). في هذا الهيكل الداخلي بالغ التخصص، لوح الكتف عبارة عن نتوء ظهرى (متوجه لأعلى في الحيوان) و يتعلق بالضلع الأول، و الناتئ الغرابي نتوء خلفي بطنى (موجه إلى الوراء وإلى أسفل في الحيوان) ، أما الأخرم فهو نتوء إنسي بطني (موجه إلى الداخل ولأسفل) يُعرف أيضا بالنتوء أمام الكتف (بالإنجليزية: prescapular process)‏ ويقع عند قاعدة لوح الكتف.
أدى هذا إلى بعض الجدل بشأن أصل التطور في السلاحف، لأنه في كلا من بارياصورس (مجموعة منقرضة من زواحف انابسيد) و الثيرابسيدا غير الثديية (حيوانات قديمة ظهرت في أوائل العصر البرمي قبل 275 مليون سنة) يقع الأخرم على الحافة الظهرية من لوح الكتف.
في السلاحف الحديثة، يبرز الأخرم بطنياً ويتمفصل مع صدر السلحفاة (الجزء السفلي المسطح من صدفة السلحفاة)، لكنها تطورت في سلف مشترك من بارياصورس والسلاحف قبل فترة طويلة من صدر السلحفاة. في هذه الأسلاف البدائية، برز الأخرم إلى الأمام لتشكيل مفاصل قوية ومرنة بين حزام الكتف والترقوة. وبالرغم من هذه التغييرات، أخرم السلاحف مازال يحتفظ بوظيفته الأصلية، لدعم حزام الكتف وزيادة طول الخطوة.

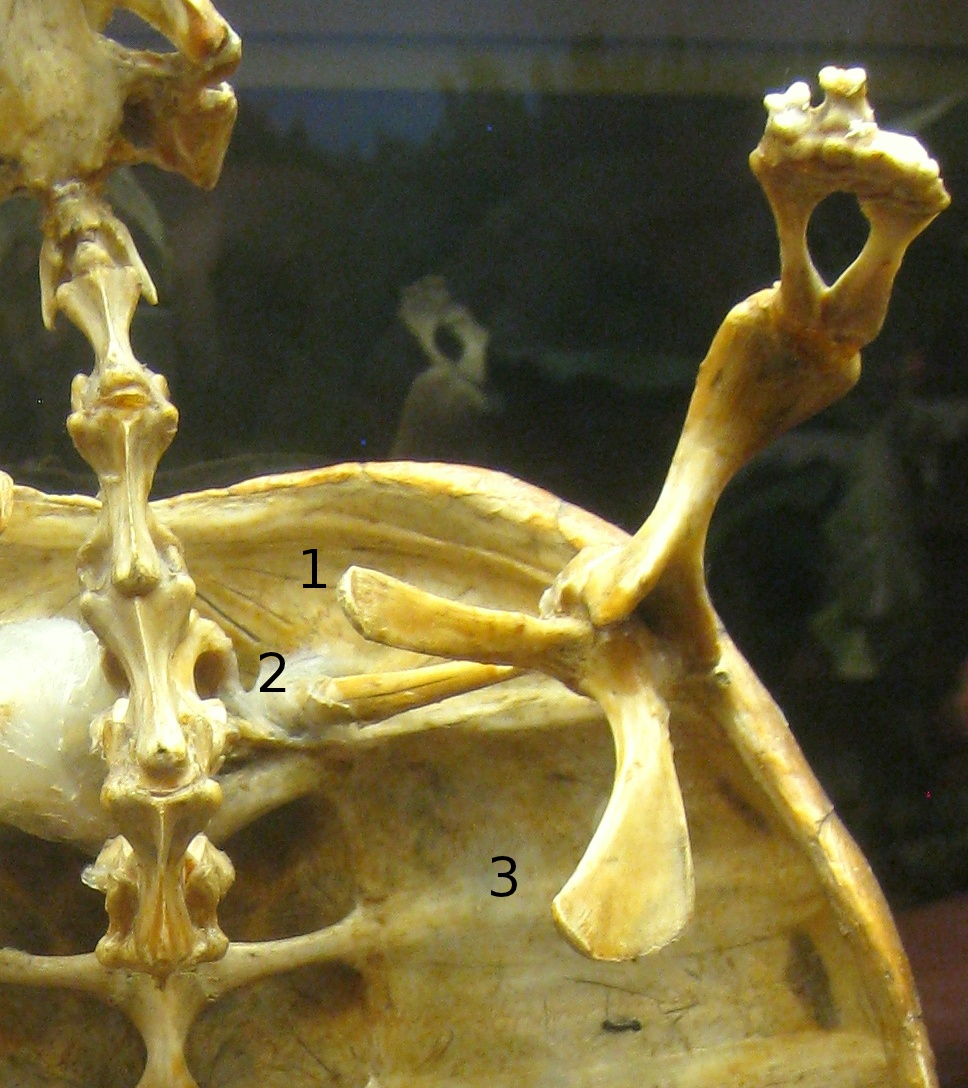
حزام كتف سلحفاة الزنادية (snapping turtle) (1) الأخرم، (2) لوح الكتف، و (3) الغرابي

## وصلات خارجية
- acromion في قاموس إي ميديسين

- Bioweb at UWLAX aplab
- Upperextremity/shoulder/bone-quiz/Q1 at the مدرسة الطب في دارتموث's Department of Anatomy

## صور اضافية

عظم الكتف الأيسر. الأخرم مبين باللون الأحمر.
الأخرم مبين باللون الأحمر.
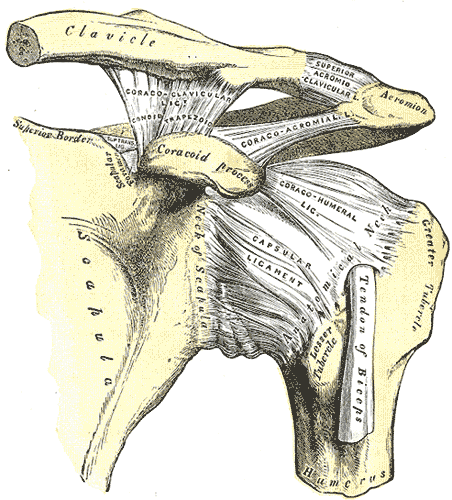
الكتف الأيسر و المفصل الأخرمي الترقوي وأربطة لوح الكتف. عرض الأمامي.
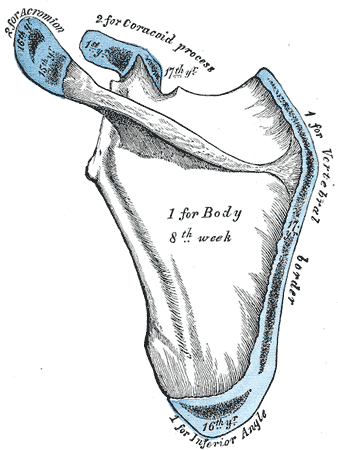
خارطة تعظم عظم الكتف. من 7 مراكز. وسم الأخرم في أعلى اليسار باللون الأزرق.
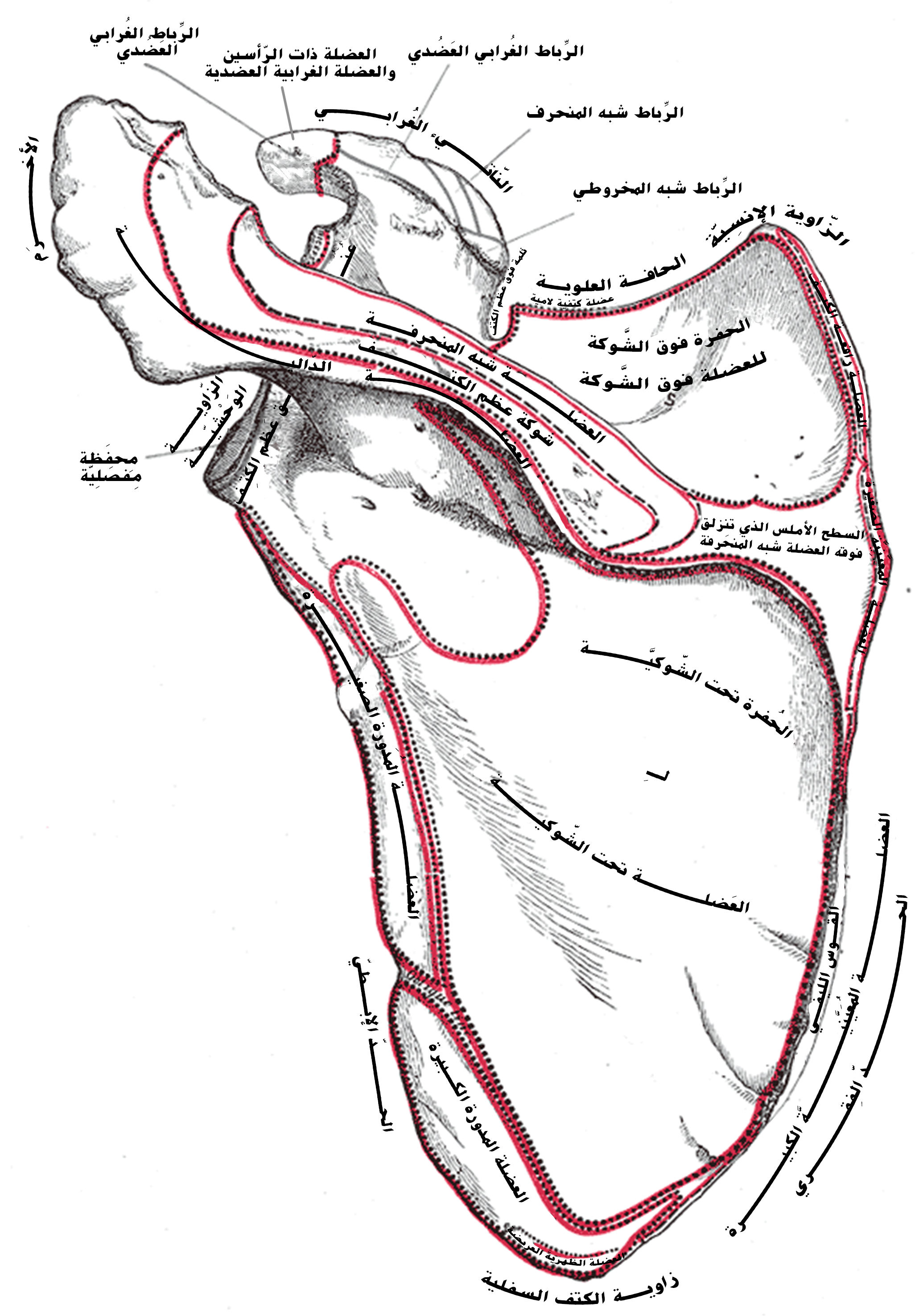
عظم الكتف الأيسر. عرض خلفي. وسم الأخرم في أعلى اليسار.
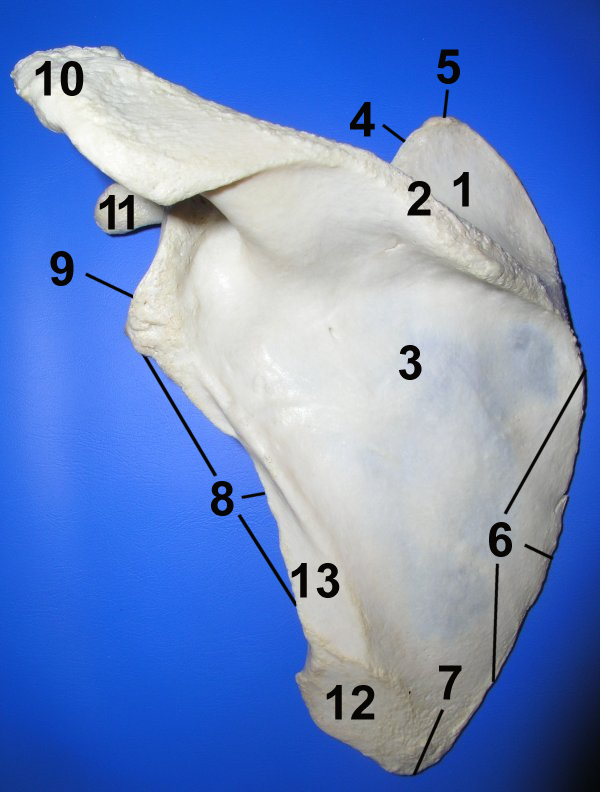
عظم الكتف الأيسر. عرض خلفي. الأخرم رقم 10 في الصورة.
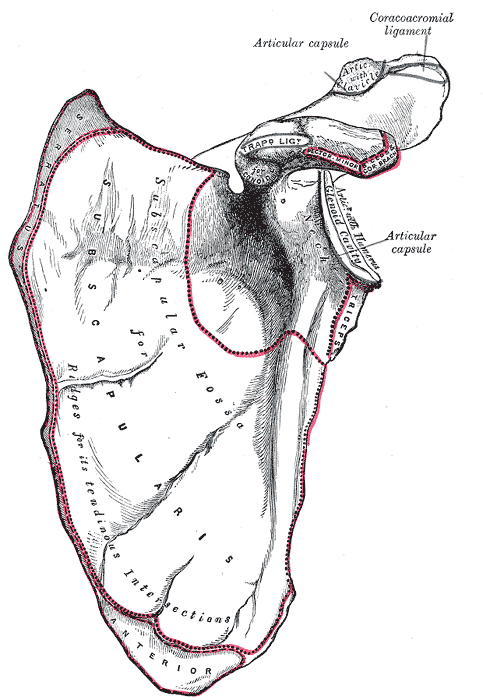
عظم الكتف الأيسر. عرض أمامي. وسم الأخرم في أعلى اليمين.
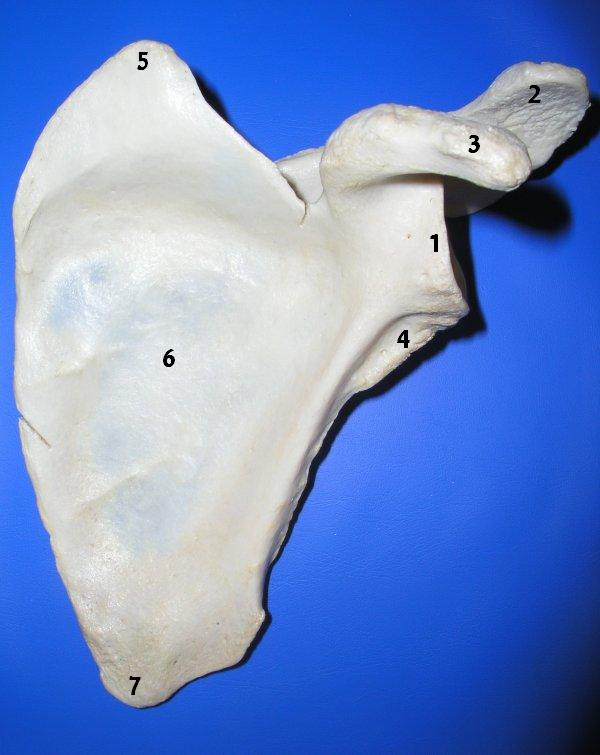
عظم الكتف الأيسر. عرض أمامي. الأخرم رقم 2 في الصورة.
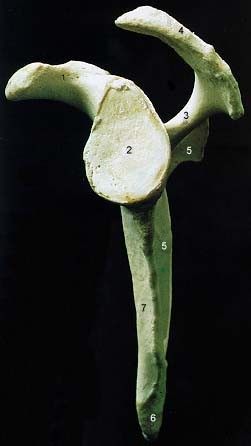
عظم الكتف الأيسر. عرض وحشي. الأخرم رقم 4 في الصورة.
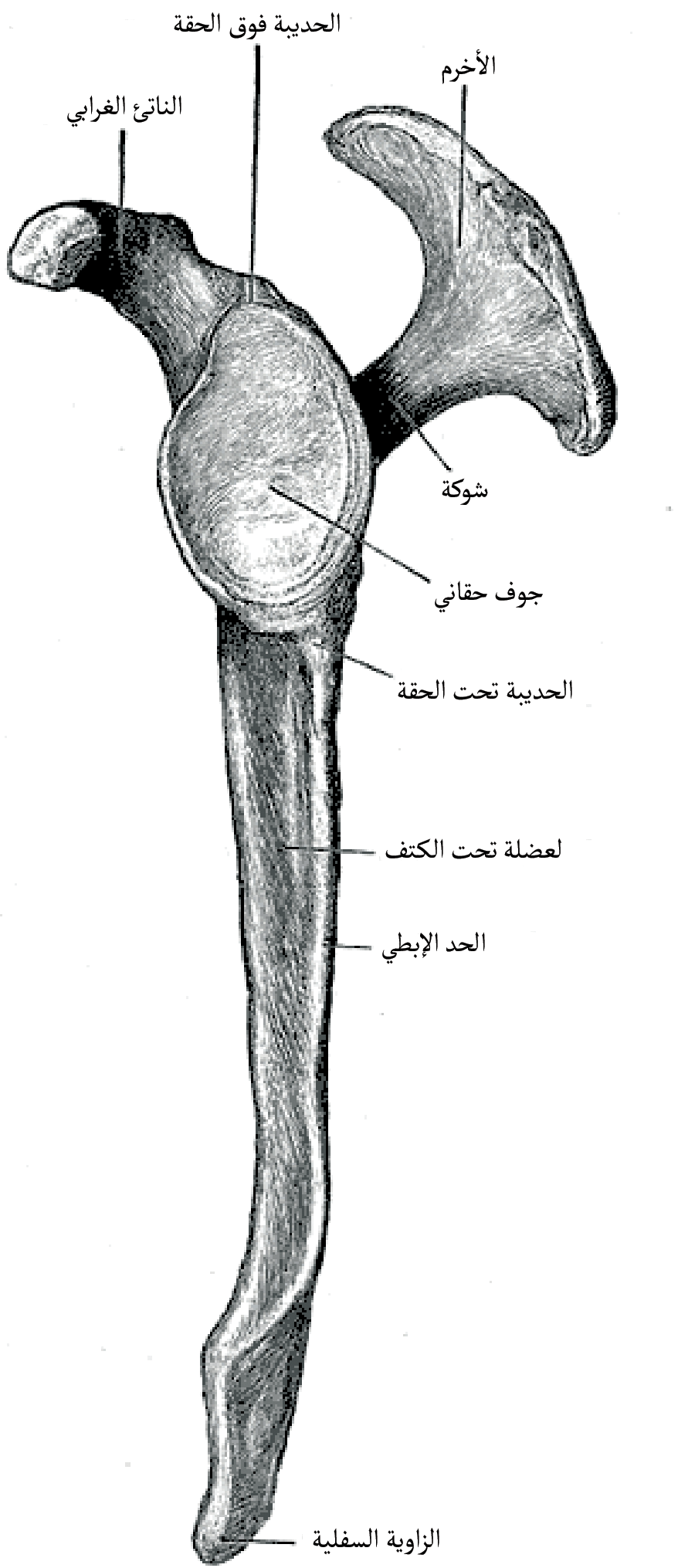
عظم الكتف الأيسر. عرض وحشي. الأخرم موسوم في أعلى اليمين.

## حواش
هذه المقالة تعتمد على مواد ومعلومات ذات ملكية عامة، من الصفحة رقم 203  الطبعة العشرين لكتاب تشريح جرايز لعام 1918.

1. ↑  نموذج تأسيسي في التشريح، QID:Q1406710
2. 1 2 3  غرايز أناتومي (كتاب) 1918, see infobox
3. ↑  Habermeyer, Magosch & Lichtenberg 2006، صفحات 1–3
4. ↑  Rieppel & Reisz 1999
5. ↑  Lee 1996، Abstract

- Habermeyer، Peter؛ Magosch، Petra؛ Lichtenberg، Sven (2006). Classifications and Scores of the Shoulder. Heidelberg: Springer. {{استشهاد بكتاب}}: الوسيط |ref=harv غير صالح (مساعدة) والوسيط غير المعروف |الرقم المعياري= تم تجاهله يقترح استخدام |ردمك= (مساعدة)
- Lee، Michael S. Y. (22 يناير 1996). "The Homologies and Early Evolution of the Shoulder Girdle in Turtles". Proc. R. Soc. Lond. B. ج. 263 ع. 1366: 111–117. DOI:10.1098/rspb.1996.0018. {{استشهاد بدورية محكمة}}: الوسيط |ref=harv غير صالح (مساعدة)
- Rieppel، Olivier؛ Reisz، Robert R. (1999). "The Origin and Early Evolution of Turtles". Annual Review of Ecology and Systematics. ج. 30: 1–22. DOI:10.1146/annurev.ecolsys.30.1.1. مؤرشف من الأصل (PDF) في 2018-12-26. اطلع عليه بتاريخ 2020-05-30. {{استشهاد بدورية محكمة}}: الوسيط |ref=harv غير صالح (مساعدة)
- Warner، Jon J.P.؛ Beim، Gloria M.؛ Higgins، Laurence (سبتمبر 1998). "The Treatment of Symptomatic Os Acromiale". The Journal of Bone and Joint Surgery. ج. 80: 1320–6. {{استشهاد بدورية محكمة}}: الوسيط |ref=harv غير صالح (مساعدة)